# SYSTEM573
SYSTEM573（しすてむ573）はコナミ（後のコナミデジタルエンタテインメント→コナミアミューズメント）が開発したPlayStationベースのアーケードゲーム基板であるGX700を内蔵し、CD-ROMドライブと各種拡張サウンドや拡張I/Oなどを備えたアーケードゲーム用システム基板である。
各ゲームはCD-ROMと専用セキュリティカセットのセットで配布され、初回起動時にCD-ROMから基板上のフラッシュメモリにデータをインストールし、フラッシュメモリからゲームを起動する（CD-ROMから直接ゲームを起動するものもある）。

## ハードウェア構成・特徴

### 初期型
GX700とCD-ROMドライブのみのシンプルな構成。正面と背面に青色の成型品を配した黒塗装の金属ケースに入っている。主にBEMANIシリーズ以外のビデオゲームに使用された。
なおビデオゲーム以外では第一興商のDAM-DDR（DDR karaoke MIXシリーズ）でも使用されている。
この基板の拡張I/Oボードは4系統の映像入出力やカラオケ機器及びフットステージとのシリアル通信コネクタを備えている。

### アナログI/O拡張基板増設型
GX700に拡張I/O基板が増設されたもの。初期のダンスダンスレボリューションシリーズ、GUITARFREAKSシリーズ、drummania(1st)で使用された。ケースは無塗装の金属ケース。
ダンスダンスレボリューション2ndMIX Link Ver. / GUITARFREAKS 2ndMIX Link Ver.からは、PlayStation版との連動用として筐体にメモリカードスロットが増設され、プレイヤーが作成したエディットデータ等を保存する目的として、GX700基板のPCカードスロットに32MBフラッシュカードが増設された。以降ダンスダンスレボリューションシリーズとGUITARFREAKSシリーズはフラッシュカードの有無も起動時にチェックするようになり、セキュリティカセットの他にフラッシュカードが無いと起動できなくなった。

### デジタルサウンド拡張基板増設型
GX700に、CD-ROMに収録されたMP3データをデコードするICと拡張I/Oを載せた基板が増設されたもの。主にBEMANIシリーズで使用された。ケースは無塗装の金属ケース。なおCD-ROMに収録されているMP3データは暗号化されており、一般のPCやMP3プレイヤー等ではデコードや再生ができない。
このモデルからセキュリティが強化されており、初回インストール時にGX700基板が持つ固有IDに対応した認証番号が基板とセキュリティカセットに記録され、以降認証番号が一致する基板とセキュリティカセットの組み合わせでしか起動できなくなった。
登場初期の頃、バージョンアップ製品をインストールする際は、製品のセキュリティカセットとは別に旧バージョンのセキュリティカセットをインストール専用カセットとして使用し（このときカセットの内容が書き換えられるため、本来対応するバージョンのソフトを起動することはできなくなる）、認証番号が一致しない基板へのインストールができない仕様となっていた。しかしこのカセットが無いと以降のバージョンアップができないなど不便な面が多いため、後のバージョンからはインストール専用カセットが不要になり、バージョンアップ製品のセキュリティカセットでインストールできる仕様に変更された。
Firebeat基板と同様、電池が組み込まれている。RTCの維持に使われている。電池が切れてもゲームの起動は可能だが、設定を変更できなくなる。

### デジタルサウンド拡張基板＋ネットワークPCBユニット増設型
デジタルサウンド拡張基板増設型に、GUITARFREAKS 8thMIX / drummania 7thMIX以降別売されたネットワークPCBユニットを増設したもの。GUITARFREAKSシリーズ、drummaniaシリーズ専用。
ネットワークPCBユニットはケース天面に取り付けられ、GX700基板とはPCカードスロットに差し込む専用通信カードと専用ケーブルによって接続される。ネットワークPCBユニットを接続することによりLANを経由し、e-AMUSEMENTサーバーへ接続することが可能になった。
ネットワークPCBユニットには20GBの2.5インチHDDが内蔵されており、e-AMUSEMENTサービスに接続することでプレイ可能になる追加楽曲のほか、e-AMUSEMENTサーバーからダウンロードしたデータやランキング、お知らせなどが保存されている。バージョンアップ時は、ネットワークPCBユニットもCD-ROM(e-AMUSEMENTディスク)からHDDへインストールを行う必要がある。

## 主なタイトル

### 初期型
- ダークホースレジェンド
- バスアングラー
- バスアングラー2
- 実況パワフルプロ野球EX
- コナミ80'sアーケードギャラリー
- ガチャガチャンプ
- アニメチャンプ
- ハイパービシバシチャンプ
- ステップチャンプ
- サラリーマンチャンプ

### アナログI/O拡張基板増設型
- ダンスダンスレボリューション（インターネットランキングVer.含む）
- ダンスダンスレボリューション 2ndMIX（Link Ver. / CLUB Ver.含む）
- Dancing Stage　※ヨーロッパ地域のみ販売
- Dancing Stage feat. TRUE KiSS DESTiNATiON
- GUITARFREAKS
- GUITARFREAKS 2ndMIX（Link Ver.含む）
- drummania

### デジタルサウンド拡張基板増設型
- ダンスダンスレボリューション 3rdMIX～5thMIX（3rdMIX PLUS、4thMIX PLUS含む）
- DDRMAX ダンスダンスレボリューション 6thMIX
- DDRMAX2 ダンスダンスレボリューション 7thMIX
- ダンスダンスレボリューション EXTREME
  - SuperNOVA以降は基板変更のため使用されない。
- ダンスダンスレボリューション Solo BASSMIX
- ダンスダンスレボリューション Solo 2000
- ダンスダンスレボリューション Solo 4thMIX（PLUS含む）
- Dancing Stage feat. DREAMS COME TRUE
- Dancing Stage feat. Disney's RAVE
- Dance Dance Revolution 3rd MIX ver Korea　※韓国のみ販売
- Dance Dance Revolution 3rd MIX ver Korea 2　※韓国のみ販売
- Dance Dance Revolution USA　※北米地域のみ販売
- Dancing Stage EuroMIX　※ヨーロッパ地域のみ販売
- Dancing Stage EuroMIX 2　※ヨーロッパ地域のみ販売
- GUITARFREAKS 3rdMIX～7thMIX
- drummania 2ndMIX～6thMIX
- MAMBO A GO GO
- ダンスマニアックス
- ダンスマニアックス 2ndMIX（APPEND J☆PARADISE含む）
- MARTIAL BEAT
- パンチマニア 北斗の拳
- パンチマニア 北斗の拳2
- GUNMANIA
- GUNMANIA ZONEPLUS

### デジタルサウンド拡張基板＋ネットワークPCBユニット増設型
- GUITARFREAKS 8thMIX～11thMIX（8thMIX power-up Ver.含む）
- drummania 7thMIX～10thMIX（7thMIX power-up Ver.含む）
  - GuitarFreaksV/DrumManiaV以降は基板変更のため使用されない。